# René Coppens
René Coppens (Ganshoren, 16 februari 1943) is een voormalig Belgisch liberaal politicus voor Open Vld.

## Levensloop
Hij doorliep zijn secundair onderwijs aan het Koninklijk Atheneum van Koekelberg, alwaar hij in 1961 afstudeerde in de Grieks-Latijnse richting. In 1966 voltooide Coppens een opleiding tot doctor in de rechten en licentiaat in het notariaat aan de VUB. Hierop aansluitend werkte hij van 1966 tot 1970 als notarisklerk. Vervolgens was hij van 1970 tot 1974 hoofd van de Juridische Dienst van de VUB en daarna van 1974 tot 2004 attaché-adviseur en directeur van de Cultuurraad voor de Nederlandse Cultuurgemeenschap, de Vlaamse Raad en het Vlaams Parlement.
In oktober 1976 werd Coppens voor de toenmalige PVV verkozen tot gemeenteraadslid van Ganshoren, waar hij van 2001 tot 2018 schepen van Financiën en Nederlandstalige Cultuur was. Daarnaast was hij in 2001-2006 bevoegd voor Huisvesting, in 2006-2012 belast met Juridische Zaken en in 2012-2018 bevoegd voor Nederlandstalige Jeugd. Na de gemeenteraadsverkiezingen van oktober 2018 besliste hij, hoewel hij nog herkozen was als gemeenteraadslid, de gemeentepolitiek van Ganshoren.
Van 2004 tot 2019 zetelde hij eveneens in het Brussels Hoofdstedelijk Parlement, waarvan hij van 2004 tot 2019 secretaris was. Bij de verkiezingen van mei 2019 was hij geen kandidaat meer.